# Groen en Hout
Groen en Hout is een historische buitenplaats in de Noord-Hollandse stad Haarlem, gelegen in de wijk Houtvaartkwartier in Haarlem Zuid-West. De buitenplaats bevindt zich aan de Koningin Wilhelminalaan, aan de rand van de Haarlemmerhout. Het restant betreft een wit gepleisterd neoclassicistisch landhuis uit circa 1825. Sinds 27 november 1969 is Groen en Hout aangewezen als rijksmonument.
Het wordt particulier bewoond.